# Giáo hoàng Stêphanô IV
Stêphanô IV hoặc V (Latinh:Stephanus IV (V) là vị giáo hoàng thứ 97 của Giáo hội Công giáo. Theo niên giám tòa thánh năm 1806 thì ông đắc cử Giáo hoàng năm 816 và cai quản giáo hội trong một thời gian chỉ kéo dài 7 tháng. Niên giám tòa thánh năm 2003 xác định triều đại của ông bắt đầu từ ngày 2 tháng 6 năm 816 và kết thúc vào ngày 24 tháng 1 năm 817.
Giáo hoàng Stephanus IV (V) sinh tại Roma. Ông cố gắng tránh các bất đồng nội bộ và sự chống đối do việc vừa phải thề trung thành với hoàng đế và với sứ mệnh một Giáo hoàng. Stephanus IV không bận tâm để ý ngay đến hoàng đế mới, Louis Ngoan Đạo, trong cuộc bầu cử của ông. Làm như vậy để cho hoàng đế hiểu rằng ngài nhìn nhận quyền lực chính trị của hoàng đế nhưng đó không phải việc lãnh đạo tinh thần.
Năm 816, Ở Reims, ông tấn phong hoàng đế cho Louis, vua nước Pháp, và hoàng hậu Ermengarda, trong một lễ tấn tôn thật sự và tuyên bố "Phêrô lấy làm vinh dự tặng ngài món quà này để ngài bảo đảm những quyền lợi chính đáng về tông toà". Nhưng đó chẳng qua là một lễ nghi mà thôi.